# Amélie de Montchalin
Amélie de Montchalin (n. 19 iunie 1985, Lyon, communauté urbaine de Lyon⁠(d), Franța) este o politiciană și economistă franceză, secretar de stat pentru Afaceri Europene din martie 2019. A fost membră a Adunării Naționale între 2017 și 2019.

## Biografie
Născut pe 19 iunie 1985 la Lyon. Absolvent al HEC Paris și Harvard Kennedy School. A lucrat la Axa și BNP Paribas. Aproape de orbita Juppetismo, deși nu a devenit membră a UMP/LR, s-a alăturat La República en Marcha în decembrie 2016. A fost aleasă deputată la Adunarea Națională la alegerile legislative din 2017 pentru a șasea circumscripție din Essonne. În martie 2019, a fost numită secretar de stat pentru afaceri europene.
În urma numirii lui Jean Castex ca prim-ministru în iulie 2020, aceasta a fost numită ministru pentru Transformare și Serviciul Public.